# Franz Burgmeier
Franz Burgmeier (Triesen, 7 april 1982) is een voetballer afkomstig uit het Alpenstaatje Liechtenstein. Hij is een speler die zowel als middenvelder als als verdediger uit de voeten kan. Opvallend is dat hij rechtsbenig is, maar desalniettemin vaak als linkermiddenvelder of linksback speelt. Burgmeier begon zijn carrière in eigen land bij FC Triesen. Na in Zwitserland en Engeland gevoetbald te hebben, speelt hij nu bij FC Vaduz.

## Carrière

### Liechtenstein
Franz Burgmeier werd op 7 april 1982 geboren in Triesen, een dorp in Liechtenstein. Twee jaar eerder was zijn broer, Patrick Burgmeier, daar ook geboren en net als Franz zou ook hij voetballer worden. De eerste club waarbij Franz Burgmeier ging voetballen, kwam uit zijn geboortedorp. Bij FC Triesen kwam hij in het seizoen 1999/2000 te spelen in het eerste elftal. Met Triesen speelde hij, net zoals alle andere clubs uit Liechtenstein, in een lage Zwitserse competitie. Daar speelde hij één seizoen. In 21 wedstrijden maakte hij elf doelpunten en maakte zodoende indruk op de grootste club van zijn land, FC Vaduz. In 2000 maakte Burgmeier dan ook de overstap naar Vaduz en kwam zo te spelen op het derde niveau van het Zwitsers clubvoetbal. In het eerste seizoen dat hij bij Vaduz speelde, wist hij meteen promotie naar de Challenge League, het tweede niveau van het Zwitsers voetbal, te bewerkstelligen. Daarnaast won hij met FC Vaduz de Beker van Liechtenstein, na FC Ruggell in de finale met 9–0 te verslaan. Het eerste doelpunt dat Franz Burgmeier voor FC Vaduz in de Challenge League wist te scoren, was in de met 4–1 gewonnen wedstrijd tegen FC Thun. Ondanks een slechte seizoensstart wist hij met de club toch degradatie te voorkomen. Ook in Europees verband kwam de middenvelder tot scoren. Doordat FC Vaduz succes had in de Beker van Liechtenstein, plaatste het zich namelijk vaak voor de UEFA Cup. In 2002 maakte Burgmeier tegen het Schotse Livingston FC zijn eerste Europese doelpunt. In juli 2003 zou Franz Burgmeier de overstap maken naar het Zwitserse FC Sankt Gallen. Daardoor zou hij op het hoogste niveau komen te spelen. Sankt Gallen had echter niet genoeg geld, waardoor de transfer niet doorging. Na het seizoen 2004/05 maakte Burgmeier alsnog de overstap naar een Zwitserse club.

### Zwitserse clubs
Na vijf jaar voor FC Vaduz gespeeld te hebben, maakte Franz Burgmeier in de zomer van 2005 de overstap naar het Zwitserse FC Aarau. Zo kwam hij voor het eerst in zijn carrière te spelen in de Axpo Super League, het hoogste niveau van het Zwitserse voetbal. Voor Aarau maakte Burgmeier op 16 juli 2005 zijn debuut, in de met 2–0 verloren wedstrijd tegen FC Thun. Hij zou 35 van de in totaal 36 competitiewedstrijden dat seizoen meespelen. Na één seizoen verliet hij FC Aarau in 2006. Ook won hij de prijs voor Beste Speler van het Jaar van Liechtenstein dat jaar, waarin hij Mario Frick versloeg met één punt verschil.
Het was FC Basel dat uiteindelijk Franz Burgmeier wist te contracteren. Bij die club kwam de Liechtensteiner samen te spelen met spelers als de Zweed Daniel Majstorović en de Australiër Scott Chipperfield. Door de laatstgenoemde werd Burgmeier uiteindelijk uit het team gespeeld, waardoor hij maar weinig in actie kwam bij FC Basel. Als wisselspeler mocht hij wel in de UEFA Cup van het seizoen 2006/07 meespelen tegen zijn oude club FC Vaduz. Die club wist hij met Basel uit te schakelen. Ook het seizoen 2007/08 zou geen succes voor Burgmeier worden. Hij liep een enkelblessure op, waardoor hij nog minder in actie kon komen. In januari 2008 werd hij, na gerevalideerd te zijn van zijn blessure, uitgeleend aan FC Thun. Voor Thun speelde Burgmeier zeventien wedstrijden. Daarna zou hij terugkeren naar Basel, maar omdat een Engelse club interesse in hem had getoond, besloten de Zwitsers hem te verkopen. Voor FC Basel speelde Franz Burgmeier 23 competitiewedstrijden. Daarin wist hij één keer te scoren. Dit was in de wedstrijd tegen FC Sion, die met 4–2 verloren ging.

### Darlington
De manier waarop Franz Burgmeier bij zijn volgende club kwam te spelen, was op zijn minst apart te noemen. In 2003 speelde hij met het nationale elftal van Liechtenstein een interland tegen Engeland op Old Trafford. Daar zat de toentertijd zevenjarige Max Houghton de wedstrijd te volgen. Ondanks dat Liechtenstein met 2–0 verloor, was hij erg onder de indruk van Burgmeier. Toen de Liechtensteiner vijf jaar later zonder de club zat, stelde Max aan zijn grootvader George Houghton, de directeur van Darlington FC, voor om Burgmeier een trainingsstage aan te bieden. Franz Burgmeier doorliep zijn stage succesvol, waardoor Darlington hem een contract aanbood. Zo kwam hij in de League Two te spelen en werd hij de eerste professionele voetballer uit Liechtenstein die in het Engelse competitievoetbal terechtkwam. Zijn debuut maakte de middenvelder op 23 augustus 2008 tegen Gillingham FC. Tegen Port Vale maakte hij zijn eerste doelpunt in dienst van de Engelsen. Burgmeier verliet in 2009 Darlington, daar de club in financiële moeilijkheden verkeerde.

### Terug bij FC Vaduz
Nadat zijn contract bij Darlington FC ontbonden was, keerde Franz Burgmeier terug naar Liechtenstein. Daar ging hij opnieuw spelen bij FC Vaduz. Met Vaduz zorgde hij voor een verrassing in de Europa League van het seizoen 2009/2010. In de tweede voorronde werd Falkirk FC uitgeschakeld dankzij een doelpunt van Franz Burgmeier in de verlenging. Vaduz kon in de derde voorronde echter niet opnieuw stunten en werd uitgeschakeld door het Tsjechische Slovan Liberec.

## Interlandcarrière
Gedurende zijn jaren bij het nationale elftal van Liechtenstein is Franz Burgmeier samen met Mario Frick uitgegroeid tot de belangrijkste speler van het Liechtensteins voetbal. Zijn debuut voor zijn vaderland maakte hij op 5 september 2001 tegen Spanje. Met Liechtenstein won Burgmeier vrijwel geen wedstrijd.
Toch wist hij een aantal keer te stunten met zijn land. Dikwijls had hij zelf daar een aandeel in. Zo maakte hij zijn eerste doelpunt tegen Saoedi-Arabië, waardoor deze wedstrijd met 1–0 werd gewonnen. Ook wist hij in 2004 tegen Portugal te scoren, waardoor Liechtenstein met 2–2 gelijkspeelde tegen een van de grotere voetballanden ter wereld. Op 15 november 2014 maakte hij het enige doelpunt in de EK-kwalificatiewedstrijd tegen Moldavië. Tegenwoordig maakt Franz Burgmeier nog altijd als basisspeler deel uit van de selectie van Liechtenstein. Daarnaast is hij met zijn negen doelpunten momenteel de nummer twee op de topscorerslijst aller tijden van het Liechtensteins voetbalelftal. Burgmeier speelde op 31 augustus 2016 zijn honderdste interland, een met 0–5 verloren oefeninterland tegen Denemarken.

## Erelijst
- Beker van Liechtenstein: 2001, 2002, 2003, 2004, 2005, 2010, 2011, 2013, 2014, 2015 (FC Vaduz)
- Liechtensteins Voetballer van het Jaar: 2006 (FC Aarau)
- Uhrencup: 2006 (FC Basel)
- Schweizer Cup: 2007 (FC Basel)